# 知多中部広域事務組合
知多中部広域事務組合（ちたちゅうぶこういきじむくみあい）は、愛知県半田市、知多郡阿久比町、武豊町および東浦町の1市3町が設立している一部事務組合。

## 概要

### 事務所
- 半田市東洋町一丁目6番地

### 主な事務内容
- 消防に関する事務（消防組合）
- 火葬場施設の設置及び管理に関する事務

### 組織
- 組合議会
  - 議員定数：15人（半田市：6人、阿久比町：3人、武豊町：3人、東浦町：3人）
- 執行機関
  - 管理者：1人（半田市長）
  - 副管理者：4人（阿久比町、武豊町、東浦町の長及び半田市副市長）
  - 会計管理者：1人（半田市会計管理者）
  - 監査委員：2人

## 常備消防事務

### 概要
- 消防本部：半田市東洋町一丁目6番地
- 管内面積：128.11km2
- 職員定数：250人
- 消防署1カ所、支署3カ所、出張所3カ所
- 主力機械（2015年4月1日現在）
  - 普通消防ポンプ自動車：4
  - 水槽付消防ポンプ自動車：4
  - はしご付消防ポンプ自動車：3
  - 化学消防自動車：3
  - 大型高所放水車：1
  - 泡原液搬送車：1
  - 水槽車：6
  - 救急自動車：8
  - 救助工作車：1
  - 指揮車：1
  - 広報車：7
  - その他：6

### 沿革
- 1974年（昭和49年）4月 - 半田市を中枢として阿久比町、武豊町及び東浦町の1市3町による消防組合として広域消防知多中部広域事務組合消防本部（半田消防署）発足
- 1975年（昭和50年）1月 - 阿久比支署及び武豊支署竣工
- 1980年（昭和55年）1月 - 消防訓練塔竣工
- 1981年（昭和56年）11月 - 東浦支署竣工
- 1982年（昭和57年）2月 - 半田消防署分庁舎竣工
- 1987年（昭和62年）3月 - 石油コンビナート等特別防災区域事業所等を対象とした防災相互通信用無線局の開局
- 1989年（平成元年）2月 - 本署仮眠室等増築
- 1997年（平成9年）
  - 3月 - 消防緊急通信指令施設Ⅱ型更新
  - 9月 知多中部広域事務組合の代表電話番号を変更
- 1998年（平成10年）2月 - 携帯119番回線受付転送システム開始
- 2000年（平成12年）4月 - 3支署2出張所の電話番号を変更
- 2003年（平成15年）3月 - 半田消防署成岩出張所移転及び新庁舎竣工
- 2004年（平成16年）
  - 3月 - 知多中部広域事務組合ホームページ公開
  - 12月 - 庁舎耐震補強改修工事完了（武豊支署）
- 2005年（平成17年）1月 - 庁舎耐震補強改修工事完了（本署・阿久比支署）
- 2009年（平成21年）
  - 3月 - 半田消防署亀崎出張所を北部出張所として移転及び新庁舎竣工
  - 3月 - 庁舎増築工事完了（阿久比支署）
- 2012年（平成24年）
  - 4月 - 通信指令業務を知多広域消防指令センターに移管、常滑市・東海市・大府市・知多市・知多南部消防組合各消防本部と共同化。

### 組織
- 本部 - 総務課、予防課
- 消防署

### 消防署
| 消防署     | 住所                    | 支署 | 出張所 |
| ---------- | ----------------------- | --- | --- |
| 半田消防署 | 半田市東洋町一丁目6番地 | 阿久比：知多郡阿久比町大字卯坂字古見堂48番地 武豊：知多郡武豊町字長尾山50番地 東浦：知多郡東浦町大字石浜字中央8番地の1 | 北部：半田市一本木町三丁目107番地の1 成岩：半田市彦洲町二丁目185番地 東浦西部：知多郡東浦町大字緒川字北鶴根25番地8 |